# Nder
Nder (oder N'Der oder Ndeer) ist ein Dorf im Norden Senegals, das am Westufer des Guiers-Sees liegt. Nder ist Teil der Landgemeinde (Communauté Rurale) Ngnith im Departement Dagana der Region Saint-Louis.

## Geschichte
Nder war Teil des Königreichs der Waalo. Der Brak hatte dort seinen Wohnsitz.
Die Geschichte des Dorfes ist von Tragödien geprägt. Im November 1819 opferten sich die Frauen von Nder am Ende ihres Widerstandes kollektiv, anstatt in die Hände der Mauren und Toucouleur-Sklavenhändler zu fallen.
Das Dorf Nder ist eingeschrieben in die nationale Liste der historischen Monumente.

## Lage
Die nächstgelegenen Städte sind Sadiale, Nieti Yone, Mbane und Naere.

## Bevölkerung
Bei der letzten Volkszählung hatte Nder 868 Einwohner und 101 Haushalte.
Die Bevölkerung ist muslimisch.

## Wirtschaft
Die einkommensschaffenden Aktivitäten sind wenig diversifiziert (Kleinhandel, Gemüseanbau).